# Byhorn
Byhornet blev traditionelt brugt til at sammenkalde byens bestemmende gårdmænd (det var jordejerne og fæstebønderne), også kaldet "grander", til rådslagning på bystævnet. Byhornet er et eksempel på den betydelige mængde genstande, som afspejler livet blandt bønder, husmænd og håndværkere i de mere end 5.000 landsbyer, som har eksisteret i Danmark fra ca. 1100-tallet, med stort set uændret funktion op til udskiftningen omkring år 1800.
Byhornet kan kun give een lyd, så det er lidt som en vuvuzela. Men truttede man to gange i hornet, var beskeden en ganske anden: Så var der ildløs og det gjaldt om at alle hjalp til med at slukke ilden. Gården lå tæt i landsbyerne dengang. Det er almindeligt bemærket, når der fortælles om byhorn, at det også bruges som brandhorn, hvilket var naturligt, da oldermanden i sin tid også var brandfoged.
Fra Åsum fortælles, at ved brand blæstes der mere langtrukkent og klagende end ellers. I Kværndrup tudedes der til stævne med en lang vedholdende tone, men når der var brand, blæstes der med korte, idelig gentagne stød. I Trunderup kunne man ikke skelne, om der blev tudet til brand eller til stævne, hvorfor man ophørte med at tude til stævne og kun brugte hornet, når der var brand.